# 조국의 어머니상

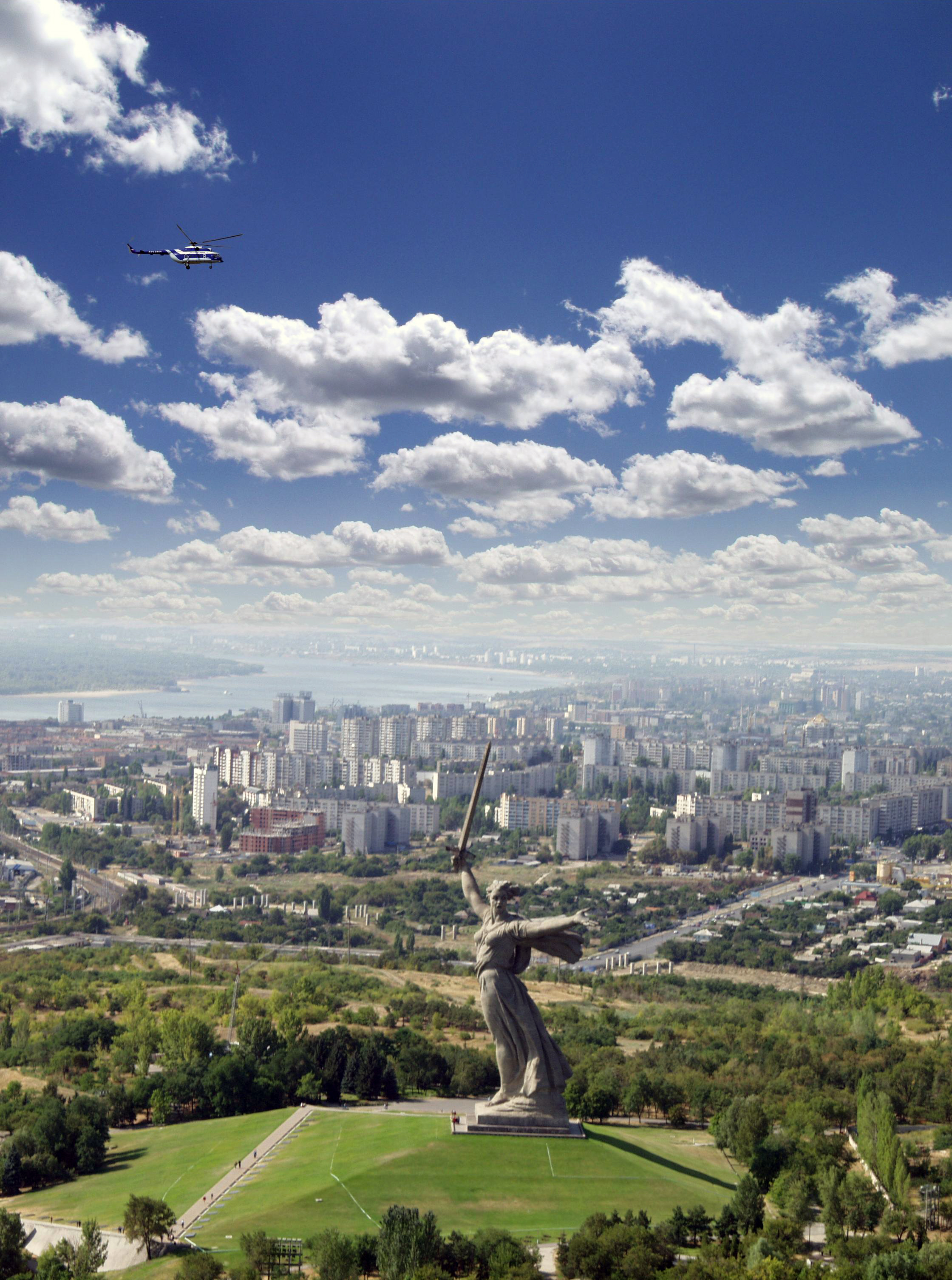

조국의 어머니상 또는 어머니 조국상(러시아어: Родина-мать зовёт!, 로마자 표기: Rodina-mat' zovyot!)은 러시아 볼고그라드의 마마예프 쿠르간에 있는 거대한 신고전주의 및 사회주의적 사실주의 전쟁 기념 조각품이다. 건축가 야코프 벨로폴스키의 도움을 받아 조각가 예브게니 부체티치가 주로 디자인한 이 콘크리트 조각품은 스탈린그라드 전투의 사상자를 기념하며 여러 광장과 기타 조각 작품을 포함하는 대규모 기념물 단지의 주요 구성 요소이다. 받침대 바닥에서 꼭대기까지 높이가 85미터(279피트)인 이 동상은 1967년 완공 당시 세계에서 가장 높았으며 유럽에서 가장 높은 동상이다. 이 상은 나머지 단지와 함께 1967년 10월 15일에 헌정되었으며, 2014년부터 유네스코 세계문화유산 목록의 잠정 후보로 등재되었다.